# Maciej Zagórski
Maciej Tomasz Zagórski (ur. 1965) – polski pianista, dr hab. sztuk muzycznych, profesor nadzwyczajny Katedry Muzyki i prodziekan Wydziału Sztuki Uniwersytetu Humanistyczno-Przyrodniczego im. Jana Długosza w Częstochowie.

## Życiorys
W 1989 ukończył studia pianistyczne w Akademii Muzycznej im. Fryderyka Chopina, natomiast 15 grudnia 1994 obronił pracę doktorską, 21 grudnia 2006 habilitował się na podstawie oceny dorobku naukowego i pracy. Objął funkcję profesora nadzwyczajnego w Katedrze Muzyki, oraz prodziekana na Wydziale Sztuki Uniwersytetu Humanistyczno-Przyrodniczego im. Jana Długosza w Częstochowie.
Piastuje stanowisko kierownika Katedry Muzyki Wydziału Sztuki Uniwersytetu Humanistyczno-Przyrodniczego im. Jana Długosza w Częstochowie, a także był dyrektorem w Instytucie Muzyki na Wydziale Sztuki Akademii im. Jana Długosza w Częstochowie.

## Publikacje
- 2005: Dzieła Jana Sebastiana Bacha w transkrypcjach Ferruccio Busoniego[1]
- 2007: Mazurki Fr. Chopina w interpretacjach laureatów nagrody specjalnej na Międzynarodowych Konkursach Pianistycznych im. Fr. Chopina w Warszawie w latach 1927-2005[2]
- 2008: Pianistyka I.J. Paderewskiego[2]